# Terminátor (csillagászat)

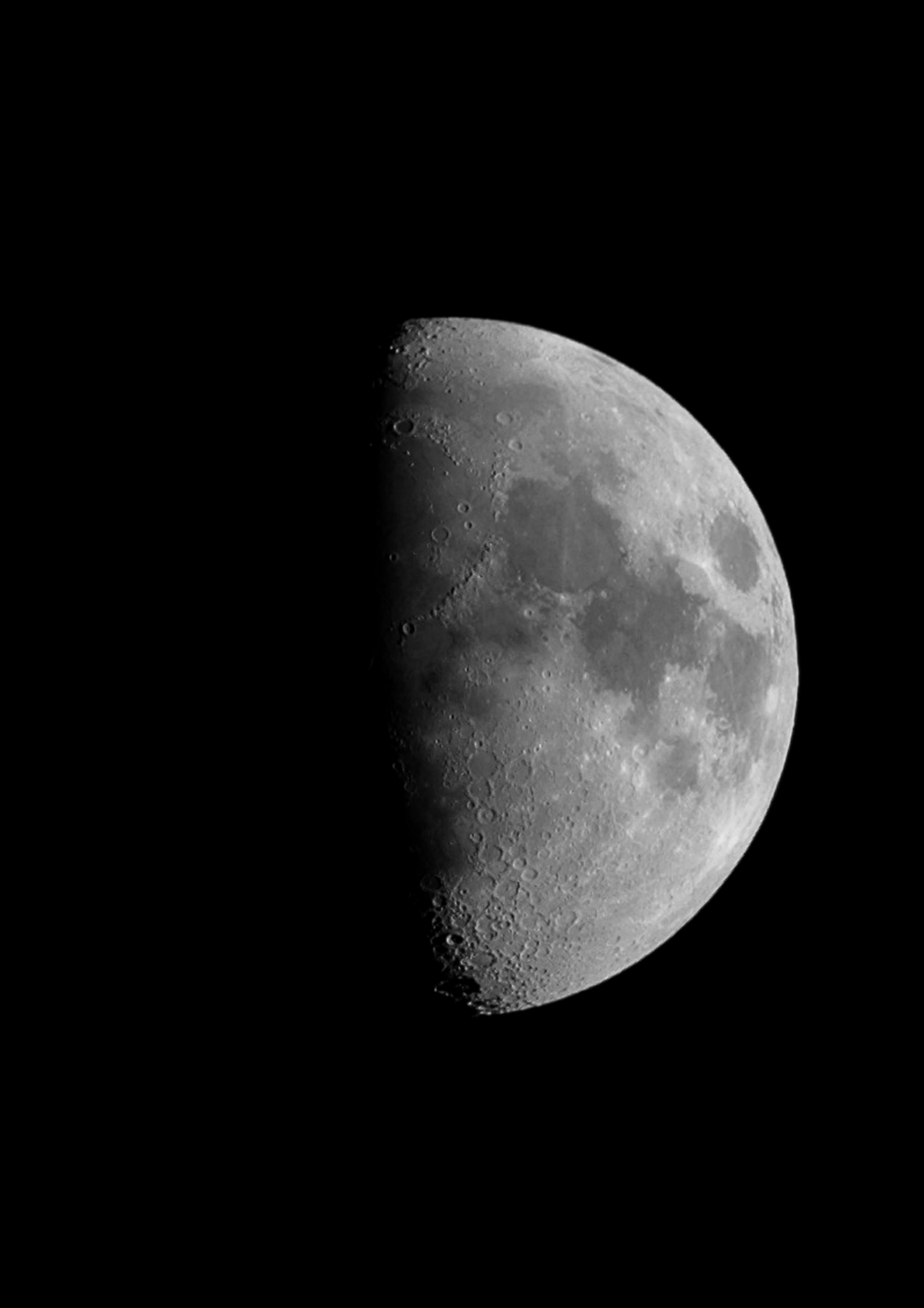
A terminátor a Hold fényképén. Teljesen kinagyítva jól láthatóak az árnyékok által kirajzolt kráterek.

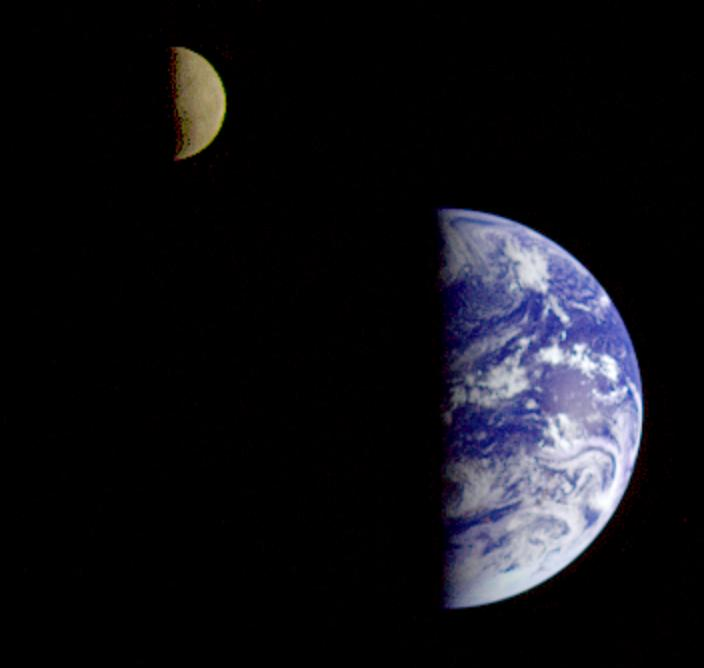
A Galileo űrszonda 1992-ben, mintegy 6,5 millió kilométerről készült képén együtt látszik a Hold és a Föld terminátora. Az utóbbi a légköri fénytörés miatt kevésbé éles.

A terminátor (szó szerint ´határoló´) egy megvilágított égitest világos és sötét (azaz nappali és éjszakai) részét elválasztó vonal neve.

## A Hold
A Hold terminátora a holdhónap során a fázisoknak megfelelően mozog a holdkorong felületén. Újhold és telihold idején a holdkorong peremére kerül, ezért a Földről nem látható.
Ha a Holdon a terminátor közelében lennénk, akkor azt látnánk, hogy a Nap nagyon alacsonyan van; ha pontosan a terminátor vonalán állunk, akkor a Nap pontosan a látóhatáron lesz. Ilyenkor a fény nagyon laposan érkezik, emiatt a holdfelszín alakzatai, kráterei hosszú árnyékokat vetnek. Ez a helyzet nagyon kedvez a földi amatőrcsillagászoknak és érdeklődőknek, mert a holdfelszín érdekességei a sok árnyék által jól kirajzolódnak.
A Földről nézve nem a telihold képe a legizgalmasabb, hanem mindig a terminátor környéke. A kráterek, hegyek már teljesen hétköznapi távcsövekkel is láthatóvá válnak. Pontosan ez a körülmény juttatta el Galileo Galilei olasz csillagászt – aki elsőként készített feljegyzéseket arról, hogy az új találmányt, a távcsövet az ég megfigyelésére is felhasználta – ahhoz a reformot jelentő gondolathoz, hogy ha a Holdon kráterek és hegyek láthatók, akkor az talán a Földhöz hasonló égitest lehet, ellentétben a korábban sok évezreden át kitalált, mesés magyarázatokkal.

- A Wikimédia Commons tartalmaz Terminátor témájú kategóriát.